# Trattato di Bruzolo
Il trattato di Bruzolo venne redatto fra il 21 e il 25 aprile 1610 nel Castello di Bruzolo, in Valle di Susa a qualche decina di chilometri da Torino, tra gli emissari di Enrico IV Re di Francia (maresciallo di Francia Lesdiguières e dal marchese Claudio di Bullion) e Carlo Emanuele I di Savoia.

## Il trattato segreto in Valle di Susa

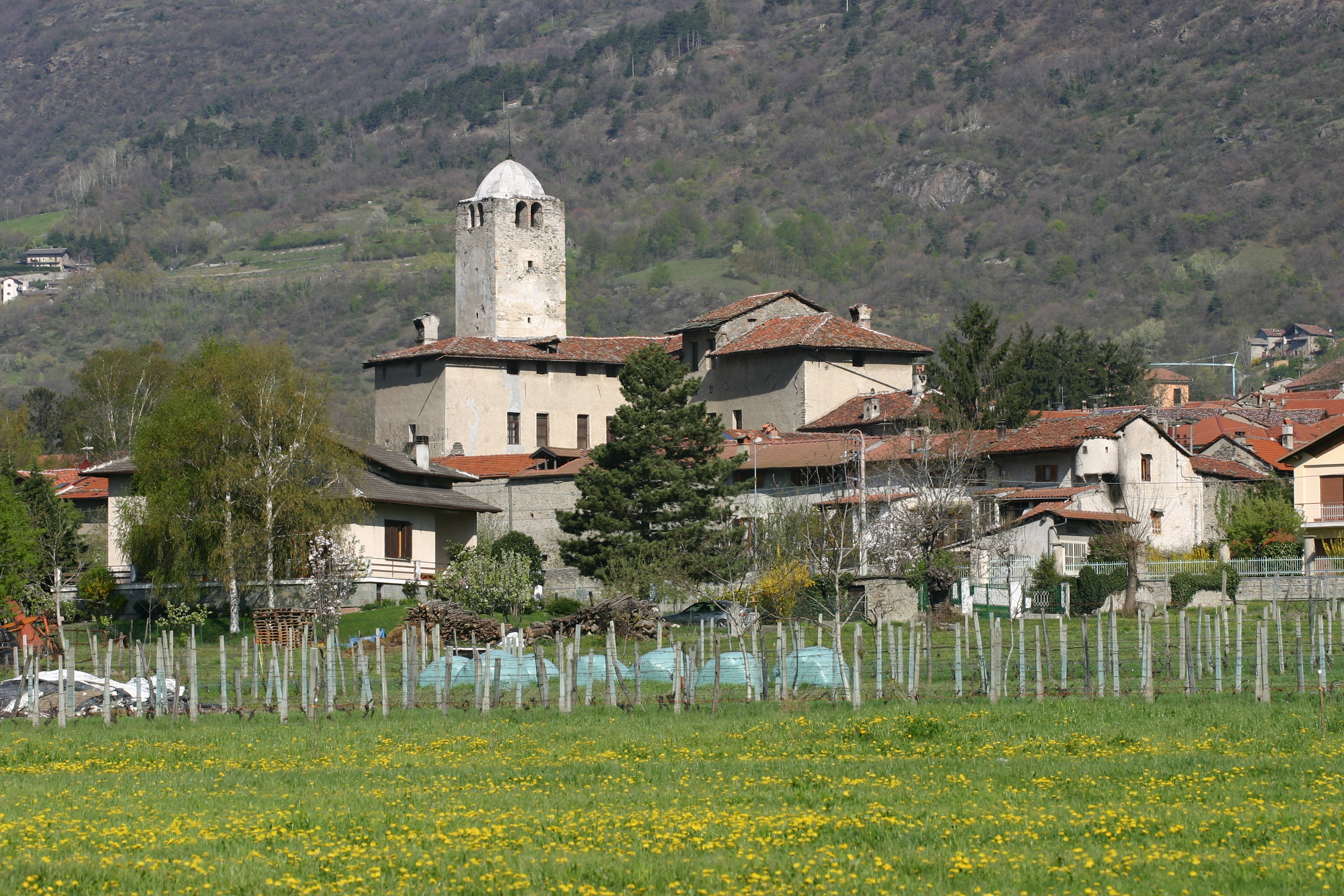
Veduta del castello

Segretamente, in Valle di Susa vennero stipulati due accordi tra loro collegati. Il primo prevedeva un'alleanza matrimoniale fra il Ducato di Savoia e la Francia in chiave antispagnola: il matrimonio era previsto fra il figlio di Carlo Emanuele I, Vittorio Amedeo con Elisabetta, figlia di Enrico IV. Il secondo accordo prevedeva un'alleanza per la conquista del Ducato di Milano da parte dei Savoia. La firma del trattato avvenne il 25 aprile 1610, ma pochi giorni dopo, l'assassinio di Enrico IV da parte di François Ravaillac, rimise tutto in discussione, con l'assunzione della reggenza da parte di Maria de' Medici in nome del Delfino Luigi XIII, ancora molto giovane.
Del Trattato a Bruzolo rimangono i testi, ma anche una lettera inviata dal locale castello proprio durante i Trattati: «Figliolo mio amatissimo, giònsemo ieri qui con un malissimo tempo di uento...» è l'incipit di un'epistola dal tono affettuoso ma anche scherzoso quando riferito agli emissari di Enrico IV, scrive «...ni l'uno ne l'altro non ne mangeranno, perché non han denti».
Secondo le più recenti analisi storiche svolte da Luca Patria su documenti inediti della famiglia nobiliare Grosso, conservati in archivi privati di famiglie torinesi, i feudatari di Bruzolo, che risiedevano alternativamente tra Riva di Chieri, la Valle di Susa e Lione, ebbero tra la fine del '500 e l'inizio del '600 un rapporto privilegiato con i Savoia, anche come canale diplomatico riservato tra la corte francese e quella sabauda, messo poi in luce nel 1610 con il Trattato che ospitarono nella loro dimora.
Il 29 settembre 2018 in occasione della festa patronale del Castello, il Comune, il Centro Ricerche Cultura Alpina e Segusium hanno organizzato un convegno dal titolo "Migranti di lusso. I Grosso di Riva di Chieri tra Lyon e Bruzolo" che ha illustrato le ricerche in corso sulla famiglia, mettendone in luce il ruolo di primo piano nella finanza a cavallo tra Alpi occidentali e area alpino rodaniana tra '500 e '600 .

## La memoria della firma
Seppure non attuato, il Trattato è rimasto nella memoria storica della Dinastia Savoia, tanto che il primo re d'Italia Vittorio Emanuele II nel 1870 commissionò al pittore Giuseppe Bellucci un quadro raffigurante la firma del Trattato di Bruzolo per Palazzo Pitti a Firenze.